# Лъв Триполит
Лъв Триполит (на гръцки: Λέων ὸ Τριπολίτης), известен в арабски източници като Rashīq al-Wardāmī (رشيق الوردامي), или Ghulām Zurāfa (غلام زرافة), е гръцки ренегат и пират от X век, който се бие за Абасидския халифат.
Лъв произлиза от Анталия, затова Йоан Скилица го нарича Лъв Аталей. Попада в плен на арабите по време на един техен грабителски поход. Попада в дома на арабския губернатор Зурафа, приема исляма и след това става командир на флот на арабска служба. Непрекъснато нахлува във Византия. През 904 г. той тръгва начело на 54 големи кораба по посока на Константинопол. След превземането на Абидос Лъв променя плановете си и се насочва към значимия град Солун, който не е така добре защитаван както византийската столица. Неговият най-голям успех е ограбването на Солун през юли 904 г., което става под негово командване. Той освобождава мюсюлмански пленници и завладява множество византийски кораби.
През 912 г. Лъв Триполит побеждава един византийски флот и през 921/922 г. провежда грабителски експедиции в Егейско море. Флотът му унищожава Лемнос, но е разгромен от византийския флот, командван от Йоан Раденос. Лъв Триполит едва успява да се спаси и повече не е споменаван в източниците.